# سالاد ژامبون
سالاد ژامبون یک سالاد سنتی انگلیسی-آمریکایی است. سالاد ژامبون شبیه سالاد مرغ، سالاد تخم مرغ و سالاد تن ماهی (و همچنین سالادهای حاوی نشاسته مانند سالاد سیب زمینی، سالاد ماکارونی و سالاد نخودفرنگی) است: ماده اولیه، ژامبون، با مقادیر کمتری سبزیجات خرد شده یا خوراکی‌ها مخلوط می‌شود. کل با مقادیر آزاد مایونز، خامه سالاد، یا سایر سبک‌های مشابه سس سالاد، مانند میراکل ویپ، بسته شده‌است.

## بررسی اجمالی
سالاد ژامبون به‌طور کلی شامل ژامبون سرد پخته یا کنسرو شده‌است که چرخ کرده، مکعبی یا آسیاب شده‌است. سس مایونز یا سس دیگر؛ خیارشور ترش یا شیرین خرد شده یا ترشی خیار ; و شاید کرفس خام، فلفل سبز یا پیاز خرد شده. گاهی اوقات از خیار خام، هویج رنده شده، پیمنتو، دانه ذرت شیرین یا گوجه فرنگی استفاده می‌شود. سالاد را می‌توان با مقادیر زیادی تخم مرغ آب‌پز خرد شده مخلوط یا تزئین کرد. ممکن است از پنیر رنده شده استفاده شود، یا نخود فرنگی یا سیب زمینی آب‌پز ممکن است برای حجیم شدن ظرف اضافه شود. سالاد معمولاً سرد است و سرد سرو می‌شود
.
مانند سایر سالادهای گوشتی سس مایونز، غذای آماده معمولاً بافتی کلفت، دانه‌دار یا خمیری دارد و اغلب به عنوان پاشیده روی کراکر یا نان روی ساندویچ سرو می‌شود.
مانند سایر سالادهای انگلیسی-آمریکایی، دستور تهیه سالاد ژامبون تنوع منطقه ای و خانوادگی زیادی دارد. سالادهای مشابه با استفاده از بولونیای خرد شده یا آسیاب شده، اسپم و سایر گوشت‌ها و سوسیس‌های پخته شده یا گلدانی تهیه می‌شوند.

سالاد ژامبون در مناطق غربی میانه، میانه آتلانتیک و جنوب شرقی ایالات متحده محبوب است که دارای تاریخچه طولانی در تولید گوشت خوک و ژامبون است.

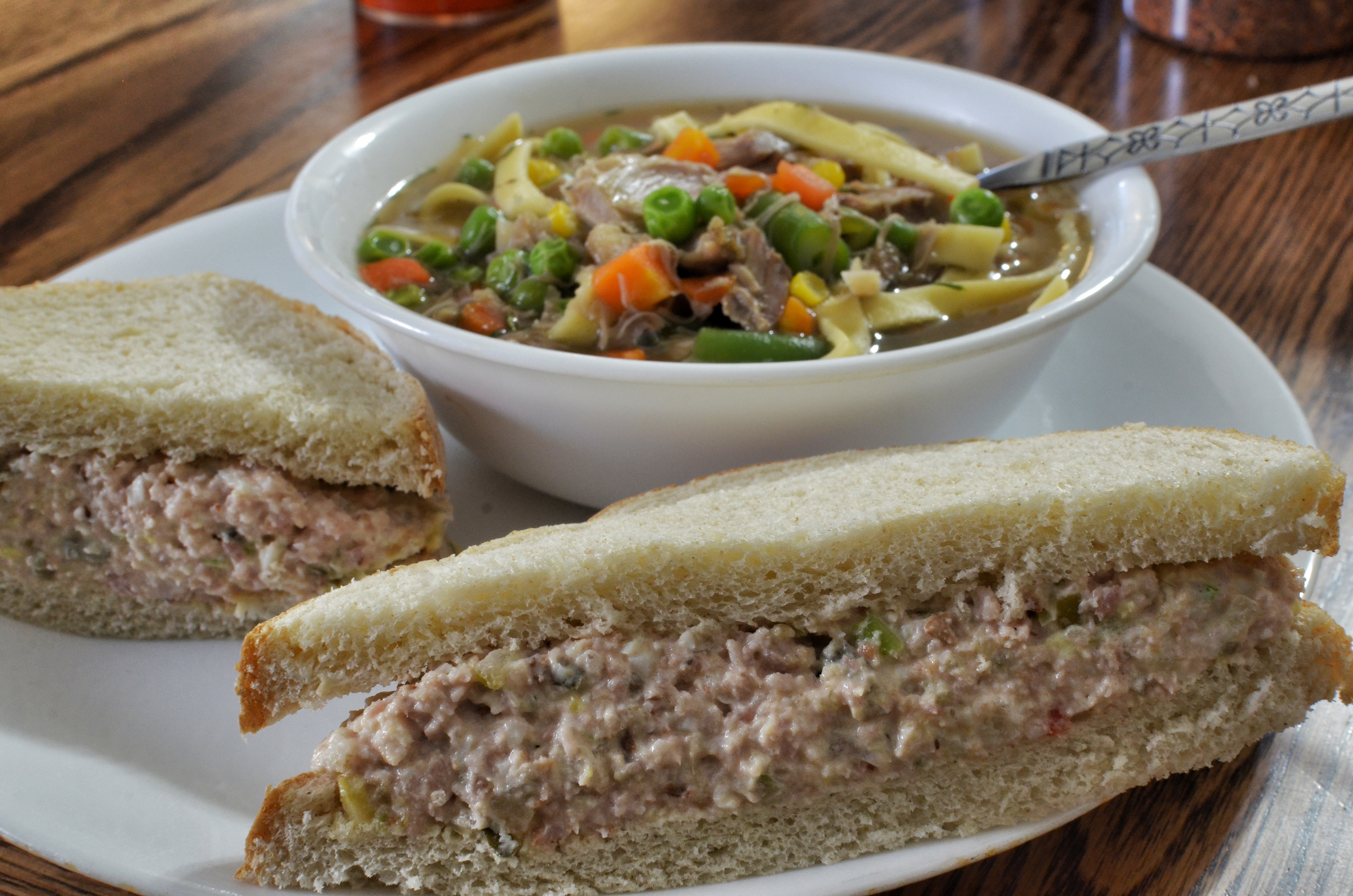
ساندویچ سالاد ژامبون با سوپ